# Marcella Place
Marcella „Marcy“ Jeanette Place von Schottenstein, geborene Marcella Jeanette Place (* 23. April 1959 in Long Beach) ist eine ehemalige Hockey-Spielerin aus den Vereinigten Staaten. Sie gewann 1984 eine olympische Bronzemedaille.

## Karriere
Marcella Place spielte von 1980 bis 1988 in der Damen-Hockeynationalmannschaft der Vereinigten Staaten.
Bei der Weltmeisterschaft 1983 in Kuala Lumpur belegte sie mit der Mannschaft der Vereinigten Staaten den sechsten Platz. Im Jahr darauf bei den Olympischen Spielen 1984 in Los Angeles trafen in der Gruppenphase alle sechs teilnehmenden Teams aufeinander. Es siegten die Niederländerinnen vor den Deutschen. Dahinter lagen die Mannschaft der Vereinigten Staaten, die Australierinnen und die Kanadierinnen punktgleich. Während die Kanadierinnen ein negatives Torverhältnis hatten, lagen auch hier das US-Team und die Australierinnen gleichauf. Die beiden Teams trugen deshalb 15 Minuten nach dem Ende des letzten Spiels ein Siebenmeterschießen um die Bronzemedaille aus, das die Amerikanerinnen mit 10:5 gewannen.
1986 nahm die Mannschaft der Vereinigten Staaten an der Weltmeisterschaft in Amstelveen teil und belegte den neunten Platz. 1987 erreichte das US-Damenteam das Finale bei den Panamerikanischen Spielen in Indianapolis, dort siegten aber die Argentinierinnen. Bei den Olympischen Spielen 1988 in Seoul trafen die Mannschaften aus Argentinien und den Vereinigten Staaten im Spiel um den siebten Platz aufeinander und die Argentinierinnen gewannen nach Verlängerung.
Marcella Place graduierte 1981 an der University of California, Berkeley. Nach ihrer Heirat und dem Ende ihrer sportlichen Karriere war Marcella Place von Schottenstein als Immobilienmaklerin in der San Francisco Bay Area tätig.